# サンディエゴ・トロリー3000形電車
3000形は、アメリカ合衆国カリフォルニア州サンディエゴのライトレールであるサンディエゴ・トロリー（San Diego Trolley）で運用される電車。バリアフリーに対応した初の超低床電車として2005年に営業運転を開始した。
この項目では、2009年以降に導入された4000形を始めとする、サンディエゴ・トロリーに導入されたその他の超低床電車についても解説する。全形式ともシーメンスが手掛ける超低床電車ブランドであるS70やその発展形となるブランドを採用している。

## 3000形
2005年7月10日に開通したグリーンライン向けの車両として2004年に発注が実施された車両。付随台車が設置された車体長が短い中間車体を運転台が存在する先頭車体で挟み込んだ3車体連接編成で、集電装置（シングルアーム式パンタグラフ）は中間車体の屋根上に設置される。車体は耐候性高張力鋼（low alloy high tensile、LAHT）で構成されている。
車内は障害を持つアメリカ人法（ADA）に基づきバリアフリーに対応した設備が整っており、2基の主電動機が搭載された運転台寄りの動力台車がある部分を除き、全体の70％が床上高さ396 mmの低床構造となっている。各先頭車体の低床部分には両側2箇所づつ両開き式のプラグドアが設置され、下部には収納式の車椅子用スロープが搭載されている。また車内には自動車内放送に対応した設備やインターホン、車内案内表示装置が設置されている他、空調装置は冷房・暖房双方に対応している。制御方式はVVVFインバータ制御を用いる。
2019年現在は11両（3001 - 3011）が在籍し、グリーンラインで使用されている。

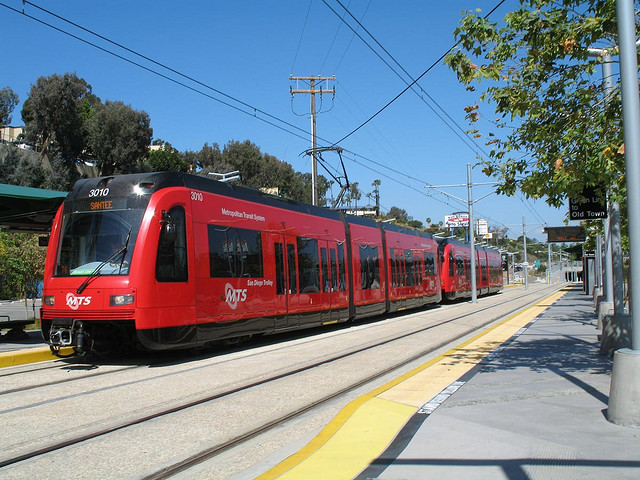
2両編成を組む3000形（2006年撮影）

## 4000形
開業から25 - 30年が経過したブルーラインやオレンジラインの近代化計画の一環として、2009年と2012年に発注が行われた車両。サンディエゴ・トロリーの開業時から使用していた1000形（U2）の置き換え用として導入が決定した。
先に導入された車体長27,645 mm（90.7 ft）の3000形は、3両編成を組む場合、併用軌道での停車時に車体後部が交差点にはみ出してしまう箇所があり、歩行者や車の往来を妨害する可能性が懸念されていた。そこで4000形は車体長を24,811 mm（81.4 ft）に縮めたS70US（S70 Ultra Short）を採用し、サンディエゴ中心部のダウンタウン地区での運行を考慮した設計となった。営業運転時には4000形による3両編成に加え、既存の2000形（SD-100）との混結運転も実施されている。
それ以外の基本的な構造は3000形（U70）と同様で、車内の全体の70％が低床式になっている他、先頭車体の屋根上には冷暖房双方に対応した空調装置（HVAC）が設置されている。車内は乗客の流動性を考慮したレイアウトになっており、両側面に4箇所づつ存在する乗降扉も乗客の往来に最適な間隔で設置されている。
2011年10月3日にグリーンラインで営業運転を開始した後、架線や駅舎、プラットホーム、線路の改修工事の進展と共に2013年にオレンジライン、2015年にブルーラインへと導入された。これにより1000形は2015年までにサンディエゴ・トロリーのライトレール系統から引退した。2019年現在、65両（4001 - 4065）が在籍する。

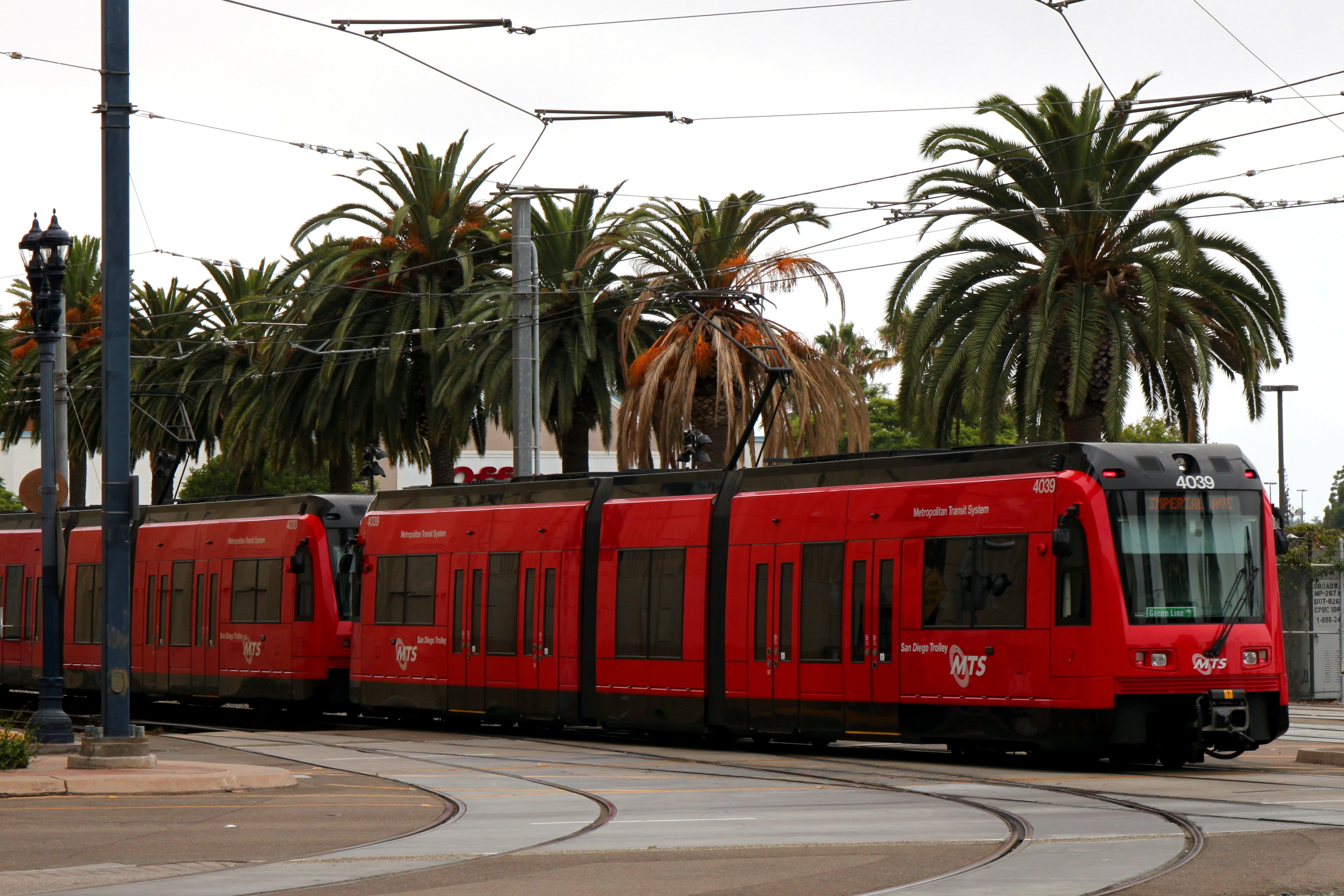
4000形（4039）
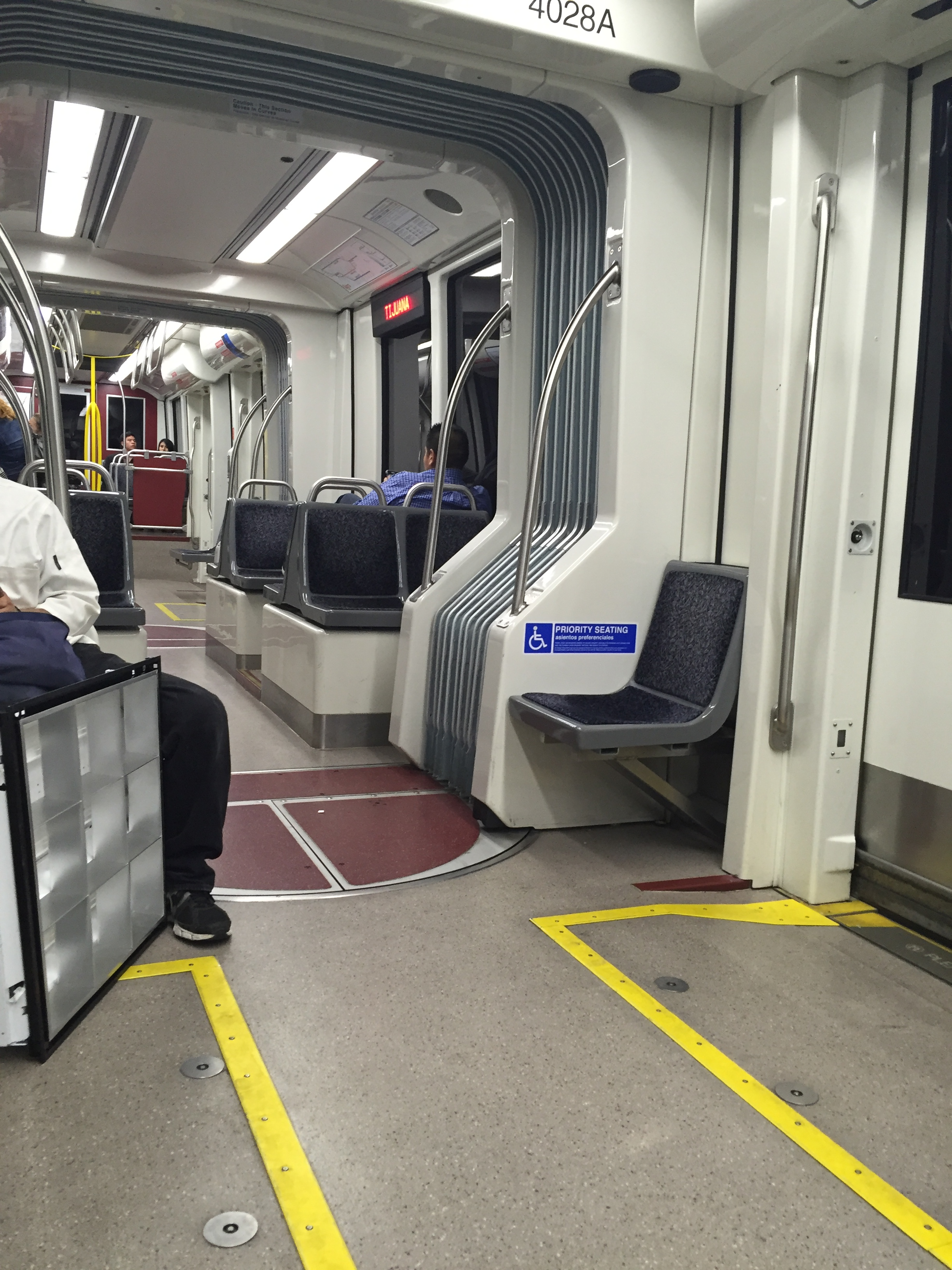
車内（低床部分）（4028）
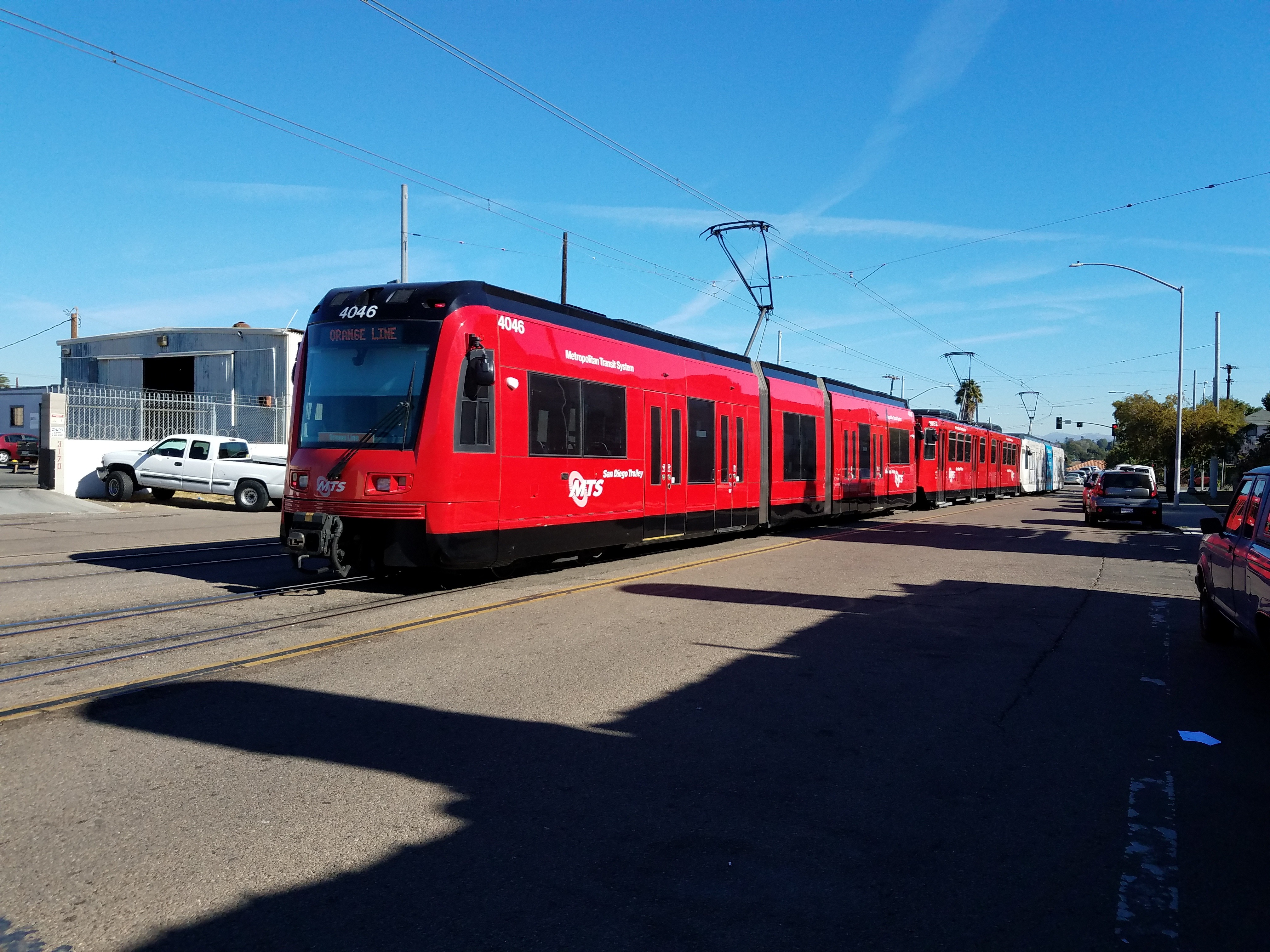
2000形との混結運用を実施する4000形（2018年撮影）

## 5000形
最後に残った高床式車両である2000形（SD-100）を置き換えるため、2016年にMTSはシーメンスとの間に超低床電車・S700の導入に関する契約を結んだ。従来のS70（3000形・4000形）と同様、車端部を除いた車内が低床構造となっている3車体連接車だが、車椅子での移動がより容易に可能なよう車内レイアウトが改められている他、清掃の容易さを図るため座席は布張りからビニール張りに変更されている。他にもセキュリティの向上や保守の簡素さにも重点を置いた設計となっている。車体長は4000形（S70US）と同様である。
2019年4月20日から営業運転を開始し、ブルーラインの延伸計画に伴う2019年の追加発注分を含め2021年までに70両（5001 - 5070）が導入される予定である。これにより、保存鉄道系統であるシルバーラインを除いたサンディエゴ・トロリーの全列車が超低床電車による運行となる他、同社はシーメンスが展開するライトレール用車両最大の顧客となる。

5000形（5009） （2021年撮影）
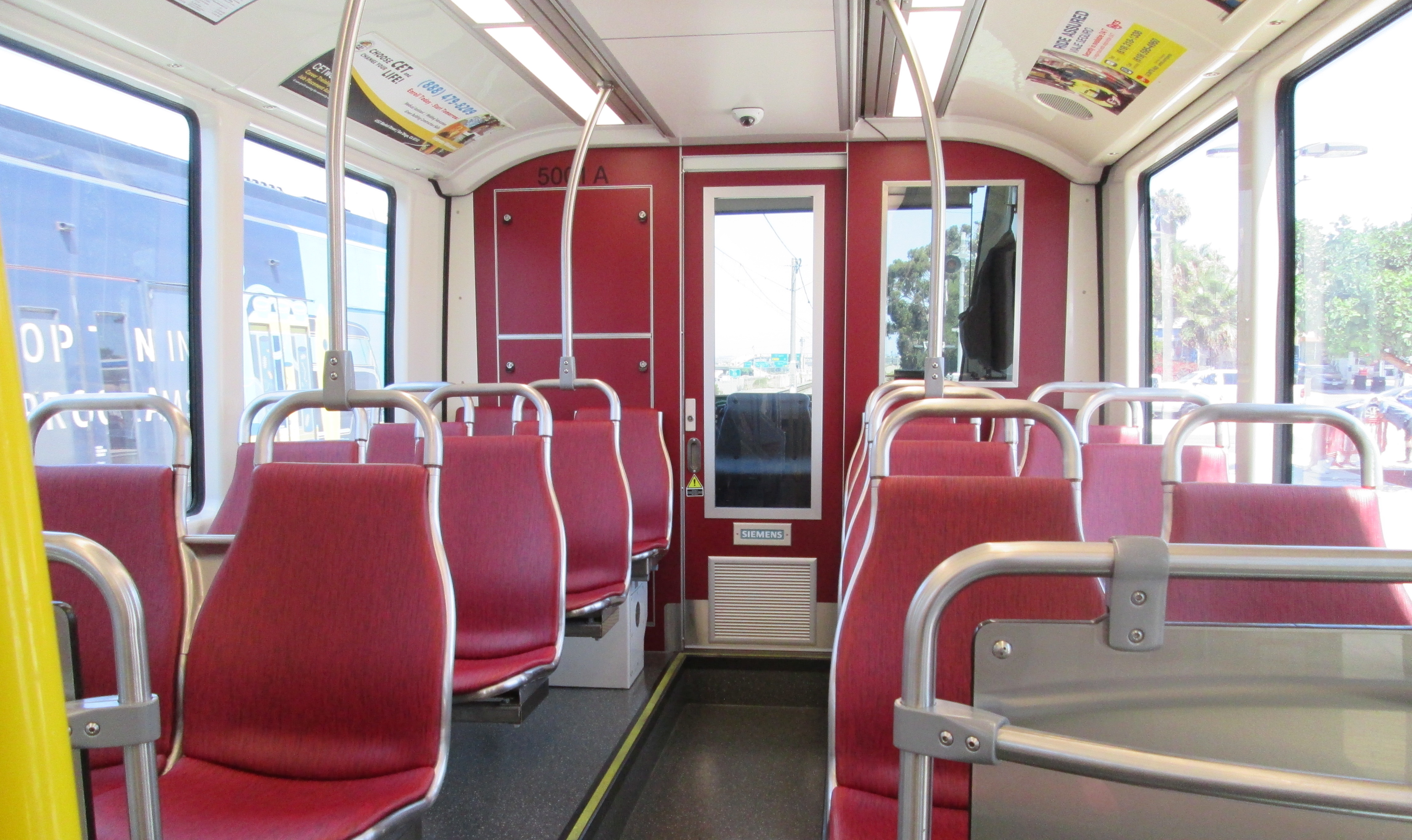
車内